# 쥐깨풀
쥐깨풀(Mosla dianthera)은 꿀풀과의 한해살이풀이다. 한국, 일본, 대만, 중국, 만주, 인도, 말레이시아에 분포하며, 습기가 약간 있거나 그늘진 곳에서 흔히 무리 지어 자란다.

## 이름
이 풀의 일본 이름 ひめシソ(姫紫蘇)를 번역한 것이 쥐깨풀이다. 일본어 ‘히메’는 ‘각시’, ‘애기’, ‘좀’, ‘개’ 등 다양하게 변역되었는데, ‘쥐’로 번역된 경우는 쥐깨풀이 유일하다.

## 형태
줄기는 곧추서고 네모지며 가지가 갈라지고 높이 20-60 센티미터 정도이고, 밑을 향한 짧은 흰색 털이 있다.
잎은 마주나고 달걀모양 또는 4각상 달걀모양으로 길이 2~4cm, 너비 1~2.5cm이며 양끝이 뾰족하고 가장자리에 톱니가 있다. 표면에 털이 없거나, 누운 털이 약간 있다. 뒷면도 털이 거의 없거나, 밑부분에만 약간 있다. 잎자루는 길이 1~3cm이다.
꽃은 7~9월에 백색 또는 연한 자홍색으로 피고 가지와 줄기 끝에 총상꽃차례로 달린다. 꽃차례는 길이 3~7 센티미터로 마디 부근에 짧은 흰색 털이 있다. 꽃자루는 길이 2~4mm이고 포(苞, 꽃턱잎)는 피침형이다. 꽃자루에는 잔털이 있고, 포와 길이가 거의 같다. 꽃받침은 5열하고, 열매가 열릴 때 잔털이 난다. 길이 2~3밀리미터이지만 열매가 익을 때는 5밀리가 된다. 꽃부리는 순형(脣形)이며, 4미리 정도로 흰색이지만, 때로 붉은빛이 돈다. 수술은 2개가 길고 앞 두 개는 매우 짧다.
열매는 골돌로 난원형이다. 길이 1.2 밀리미터 정도이다.

## 쓰임새
어린순을 나물로 먹으며, 전초를 십이지장충 구제, 방부 및 냄새를 없애는 티몰(thymol)의 원료로 쓴다.